# 国际航空联合会对载人航天的定义
国际航空联合会国际航空联合会（Fédération Aéronautique Internationale，FAI）将载人航天任务定义为发生在卡曼线（100公里）以上的载人飞行。然而，其过去关于载人航天的定义和规则要求在着陆时有飞行员在航天器内，以使其航天记录得到验证，这一点一直受到争议的影响。

## 概览
1961年4月12日，苏联宇航员尤里·加加林通过东方1号任务成为第一个进入太空的人，该任务在地球上绕行了108分钟。 在重返大气层和着陆过程中，加加林从他的航天器中弹出，与他的航天器分别降落在萨拉托夫地区恩格尔斯以南26公里（16英里）的地方，位置是北纬51.270682°45.99727°E。一位农民和她的孙女Rita Nurskanova观察到了奇怪的一幕：一个身穿明亮的橙色衣服、戴着白色大头盔的人通过降落伞降落在他们附近。
当时，国际航空联合会要求航天器飞行员应在其飞行器内着陆，以使其记录得到验证，这是从航空业延续下来的，因为在后者的情况下，不鼓励飞行员为航空记录而牺牲自己。在东方1号之前，美国飞行员Iven Kincheloe的贝尔X-2飞行被一些消息来源如South Bend Tribune描述为第一次载人航天飞行，虽然没有达到卡曼线（100公里)的海拔高度。 
由于这种差异，苏联官员为了符合国际航空联合会的太空记录，省略了关于东方1号着陆阶段的事实。然而，在苏联宇航员戈尔曼·季托夫成为第一个在轨道上停留一天的人的东方2号任务之后，人们知道季托夫是在太空舱外降落的。
太空记者James Oberg报道说，在法国巴黎举行的国际航空联合会（FAI）会议上，该机构的总干事与苏联官员对峙，提出了关于着陆时飞行员与航天器的位置关系的问题，同时要求提供文件来验证加加林在着陆时是否在太空舱中。作为回应，苏联代表谴责这种要求是“阻挠主义”，并抗议说：“问问美国人，美国是否相信为加加林声称的这些记录是真的。世界上所有的人都已经认可了加加林的飞行，并将其作为事实接受”。FAI最终承认并认证了苏联的历史记载，即加加林在着陆时一直在太空舱内。
与季托夫不同，关于东方1号着陆的事实信息直到1971年才被公布，苏联太空记者叶夫根尼-里亚布奇科夫出版的书对此进行了详细描述。 由于此技术性问题，一些较新的消息来源，例如Tech Republic推测加加林没有“合法”地完成根据FAI准则上的太空飞行。 此外，考虑到所有“东方号”载人飞行任务在着陆前都会发生飞行员弹射的事实，实用主义者认为加加林虽然是第一个飞入太空的人，但不能被认为是第一个真正完成绕地球轨道飞行的人。相反，根据这一推理，约翰·格伦的水星-宇宙神6号任务，在当时的FAI规则的支持下，有资格成为持有该记录的人。
2022年，据英文台灣日報报道，匿名者黑客组织破坏了一个中国房地产网站以及联合国的网站，并提到国际宇航联合会运动守则第8条第2.15款b项的规定，即如果“任何机组成员在飞行期间明确离开航天器”，则飞行被视为未完成，后者发生在东方一号，因为其飞行员在降落前从其太空舱中弹出。据报道，匿名者甚至断言，由于其他东方号太空飞行遵循这一做法，艾伦·谢泼德和约翰·格伦在降落时都在他们的太空舱内，应被视为第一个进入太空的人类。

## 反应
载人航天的参数被修改，以承认载人航天的技术成就是人类的发射、绕行和安全返回，而不是他们降落的方式。加加林和季托夫的FAI记录保持不变，而体育机构本身则设立了加加林奖章，每年颁发一次，以表彰人类航天领域的最大成就。加加林是国际公认的第一个在太空飞行的人类和第一个环绕地球的人。